# Korytów (powiat polkowicki)
Korytów – wieś w Polsce położona w województwie dolnośląskim, w powiecie polkowickim, w gminie Gaworzyce.
W latach 1975–1998 miejscowość administracyjnie należała do województwa legnickiego.
Zobacz też: Korytów, Korytowo